# Provinces du Chili

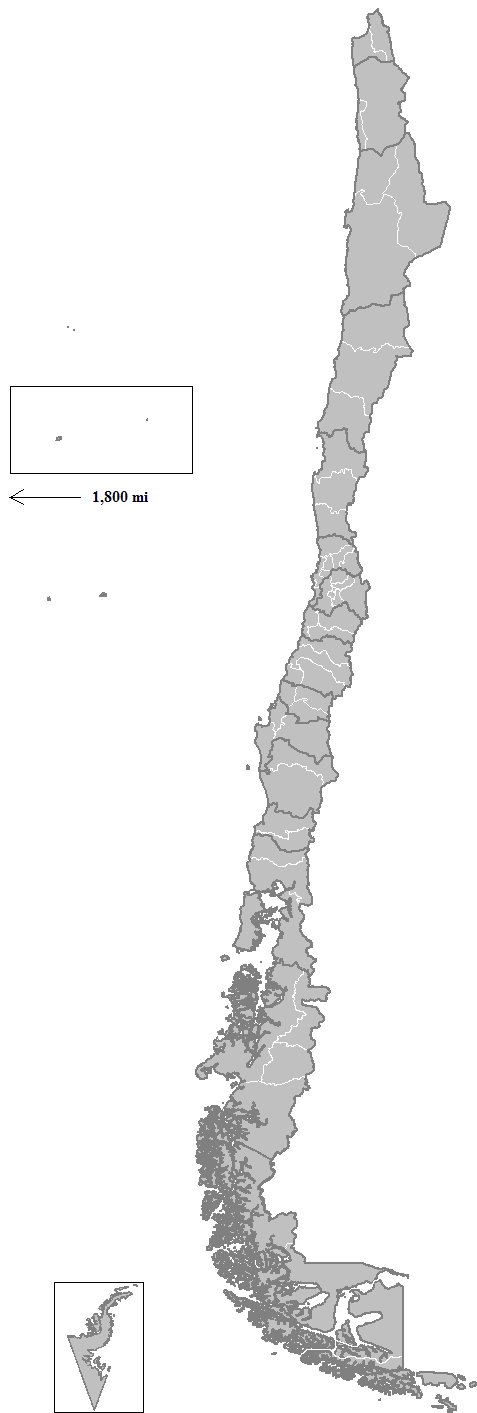
Provinces du Chili

Le Chili est divisé en 56 provinces, regroupées parmi 16 régions. Chaque province a un gouverneur a sa tête, nommé par le président. Les provinces sont divisées en communes qui sont gérées par une municipalité, qui peuvent exercer leur pouvoir sur une ou plusieurs communes.

## Liste des provinces par région

### Arica et Parinacota
- Province d'Arica
- Province de Parinacota

### Tarapacá
- Province d'Iquique
- Province du Tamarugal

### Antofagasta
- Province d'Antofagasta
- Province d'El Loa
- Province de Tocopilla

### Atacama
- Province de Copiapó
- Province de Chañaral
- Province de Huasco

### Coquimbo
- Province d'Elqui
- Province de Choapa
- Province de Limarí

### Valparaíso
- Province de Valparaíso
- Province de l'Île de Pâques
- Province de Los Andes
- Province de Marga Marga
- Province de Petorca
- Province de Quillota
- Province de San Antonio
- Province de San Felipe

### O'Higgins
- Province de Cachapoal
- Province de Cardenal Caro
- Province de Colchagua

### Maule
- Province de Talca
- Province de Cauquenes
- Province de Curicó
- Province de Linares

### Ñuble
- Province de Diguillín
- Province d'Itata
- Province de Punilla

### Biobío
- Province de Concepción
- Province d'Arauco
- Province de Biobío

### Araucanía
- Province de Cautín
- Province de Malleco

### Les Fleuves
- Province de Valdivia
- Province de Ranco

### Los Lagos
- Province de Llanquihue
- Province de Chiloé
- Province d'Osorno
- Province de Palena

### Aisén
- Province de Coihaique
- Province d'Aisén
- Province de Capitán Prat
- Province de General Carrera

### Magallanes et Antarctique chilien
- Province de Magallanes
- Province de l'Antarctique chilien
- Province de Tierra del Fuego
- Province de Última Esperanza.

### Métropolitaine
- Province de Santiago du Chili
- Province de Cordillera
- Province de Chacabuco
- Province de Maipo
- Province de Melipilla
- Province de Talagante